# 日本紙パルプ商事
日本紙パルプ商事株式会社（にほんかみパルプしょうじ）は、京都を発祥地（第3代中井三郎兵衛創業）とする東京都中央区に本社を置く紙専門商社である。
同社の売上高は5354.95億円（2018年）で、米Veritiv Corporation (net sales: $8.7B、2018年）、米Central National-Gottesman (revenue: $6.0B、2018年）に次ぐ売上高世界3位の紙商グループである。 近年では古紙再資源化やバイオマス発電・太陽光発電等にも積極的に取り組むなど、事業の多角化を推進している。

## 概要
1845年（弘化2年）、当時の三越＝「三井越後屋呉服店」で番頭をしていた中井三平（中井三郎兵衛 (3代)）が独立し、京都にて和紙商「越三商店」として設立された。この時、丸に越の暖簾（現在の三越のロゴマーク）の使用を同族以外で特別に認められた。
1859年（安政6年）には、「丸に井桁三」の暖簾（現在の三井グループのシンボルマーク）の使用も特別に許されている。
1870年（明治3年）、息子（養嗣子）の中井慈眼（中井三郎兵衛 (4代)）に越三商店の経営を譲った中井三平は、かつての主家である三井家総領家八代 三井八郎右衞門高福に請われ、三井家大元方総元締などの要職に就任し、三井銀行（現在の三井住友銀行）や三井物産の設立に深く関与した。特に、三井銀行では副長を務め、三野村利佐衛門や中上川彦次郎を支えた。1898年（明治31年）、前田製紙合名会社（現・日本製紙釧路工場）へ出資するなど国の殖産興業に協力した。
三井グループ綱町三井倶楽部所属。
王子製紙、日本製紙など国内製紙メーカーの販売代理店事業の他、製紙製造から古紙リサイクルに至るまで幅広い事業を行っている。

## 事業所所在地

### 国内主要事業所
- 本社
  - 東京都中央区勝どき三丁目12番1号 フォアフロントタワー
- 支社
  - 関西支社 - 大阪市中央区瓦町一丁目6番10号
  - 中部支社 - 名古屋市中区丸の内三丁目22番24号 名古屋桜通ビル12階
  - 京都営業部 - 京都市中京区三条通東洞院西入梅忠町22番地
  - 九州支社 - 福岡市博多区博多駅前三丁目2番1号 日本生命博多駅前ビル9階
  - 北日本支社東北営業部 - 仙台市青葉区中央四丁目6番1号 SS303階
  - 北日本支社北海道営業部 - 札幌市中央区北2条西1丁目1番地 マルイト札幌ビル4階

### 海外グループ拠点
アジア
- 香港、上海、北京、深圳（中国）
- ソウル（韓国）
- 台北（台湾）
- ジャカルタ（インドネシア）
- ホーチミン、ハノイ（ベトナム）
- シンガポール
- バンコク（タイ）
- クアラルンプール、ジョホールバル(マレーシア）
- ドバイ（アラブ首長国連邦）
- マニラ（フィリピン）
- カルカッタ（インド）

米州
- ニューヨーク、ロスアンゼルス、ヒューストン（アメリカ）
- メキシコ

オセアニア
- シドニー（オーストラリア）
- オークランド（ニュージーランド）

欧州
- デュッセルドルフ（ドイツ）
- イギリス
- パリ（フランス）
- ヘルシンキ（フィンランド）

## 沿革
- 1845年（弘化2年） - 第3代中井三郎兵衛が京都において和紙商、越三商店として創業[1]。
- 1876年（明治9年） - 京都府御用掛として梅津パピール・ファブリック（後の王子製紙京都工場）の製品を販売。日本初となる洋紙販売を行う。
- 1902年（明治35年） - 合名会社中井商店に改組[1]。
- 1916年（大正5年）12月15日 - 株式会社中井商店に改組。資本金200万円[1]。
- 1963年（昭和38年）5月 - 中井株式会社に社名変更[1]。
- 1968年（昭和43年）4月 - 北興産業株式会社を合併し、北陸紙業株式会社から大阪地区の営業権を譲受[1]。
- 1970年（昭和45年）1月 - 株式会社富士洋紙店と合併、日本紙パルプ商事株式会社に社名変更。資本金17億円[1]。
- 1972年（昭和47年）10月 - 東証2部に上場[1]。
- 1973年（昭和48年）
  - 8月 - 東証1部に指定替え[1]。
  - 10月 - 大証1部に上場（2003年12月上場廃止）。
- 2001年（平成13年） 東京地区においてISO14001認証取得。
- 2003年（平成15年）8月 - トーメングループの紙パルプ事業を譲受[1]。
- 2010年（平成22年）4月 - 米国グールド社の株式51%を取得し子会社化[1]。
- 2011年（平成23年）4月 -
  - 三栄グループとの資本業務提携。
  - 子会社の株式会社中井本社を吸収合併[1]。
  - コアレックスホールディングス株式会社（現・JPコアレックスホールディングス）およびその子会社を連結子会社化[1]。
- 2012年（平成24年）10月 - 本社を東京都中央区日本橋本石町から現在地に移転。
- 2015年（平成27年）10月 - 旧本社ビルを建て替えた「日本橋日銀通りビル」が、2015年度グッドデザイン賞を受賞。
- 2017年（平成29年）4月 - 簡易株式交換により福田三商株式会社を完全子会社化[7]。
- 2018年（平成30年）7月 - 東京都中央区日本橋室町三丁目に、旧JPビルを建て替えた「OVOL日本橋ビル」が竣工（三井ガーデンホテル日本橋プレミア併設）。
- 2019年（平成31年/令和元年）
  - 3月 - 京都市下京区に「OVOL京都駅前ビル」が竣工。同年5月に「リッチモンドホテル プレミア京都駅前」としてオープン。
  - 7月5日 - 英国同業2位のプレミア社を約52億円で買収[8]。

## 主なグループ会社

### 製紙・紙加工部門
- 株式会社エコペーパーJP
- JPコアレックスホールディングス株式会社

### 卸売部門
- JPホームサプライ株式会社
- 株式会社ゴークラ

### リサイクル事業部門
- JP資源株式会社
- 株式会社エコリソースJP

### 物流部門
- JPロジネット株式会社（旧・ジェーピー共同物流株式会社）
- JPトランスポートサービス株式会社（旧・中井紙輸送株式会社） ※JPロジネットの子会社
- 株式会社札幌紙流通センター ※JPロジネットの子会社
- 株式会社箱崎紙流通センター ※JPロジネットの子会社
- 南港紙センター株式会社
- 株式会社日昭
- 株式会社西北紙流通デポ
- 板橋共同作業株式会社
- 株式会社板橋紙流通センター
- 大阪紙共同倉庫株式会社

### サービス部門
- 株式会社JP情報センター

### 資源・環境事業部門
- 株式会社エコポート九州（本社・熊本市）
- 株式会社エコパワーJP（本社・釧路市）